# Suthida Tidjai
Suthida Tidjai (Hat Yai, 3 juni 1978) is sinds 2019 de koningin van Thailand en de vierde vrouw van koning Rama X. 

## Biografie

### Jeugd en studie
Suthida studeerde aan de Assumption University in Bangkok en behaalde daar in 2000 een graad in de communicatie. Daarna werkte zij als stewardess bij Thai Airways.  

### Koninklijke beveiliging
In augustus 2014 werd Suthida aangewezen als bevelhebber van de beveiliging van kroonprins Vajiralongkorn. Na zijn scheiding kwamen er geruchten over een relatie met de kroonprins.
Op 13 oktober 2017 werd zij lid van de orde van Chula Chom Klao. Zij is de eerste vrouwelijke officier die deze eer ontving sinds 2004 en tevens de eerste onder het koningschap van Rama X.

### Thais leger
Op 1 december 2016 werd zij benoemd tot bevelhebber van de eenheid Speciale Operaties van de Koninklijke Garde en bevorderd tot de rang van generaal. Zij bereikte haar huidige rang na slechts zes jaar dienst.
Op 1 juni 2017 werd zij benoemd tot waarnemend commandant van het Thaise leger.

## Koningin-gemalin
Op 1 mei 2019 trouwde Suthida met koning Rama X en werd koningin-gemalin. De huwelijksvoltrekking vond plaats in de Amphorn Sathan Residential Hall in Bangkok.